# Persecuția Martorilor lui Iehova în Germania Nazistă
Martorii lui Iehova au suferit persecuții religioase în Germania nazistă între 1933 și 1945, după ce au refuzat să efectueze serviciul militar, să se alăture organizațiilor naziste sau să dea credință regimului Hitler. Aproximativ 10.000 de martori - jumătate din numărul membrilor din Germania în acea perioadă - au fost încarcerați, inclusiv 2000, care au fost trimiși în lagărele de concentrare naziste. Aproximativ 1200 au murit în custodie, dintre care 250 au fost executați. Ei au fost prima denominație creștină interzisă de guvernul nazist și cea mai intens persecutată.
Spre deosebire de evrei și de romi, care au fost persecutați pe baza etnicității lor, martorii lui Iehova ar fi putut scăpa de persecuție și de dezavantaje dacă ar fi renunțat la convingerile lor religioase. Acest act consta în semnarea unui document care să indice renunțarea la credința lor, supunerea față de autoritatea statului și sprijinul armatei germane. Istoricul Sybil Milton conchide că „curajul și sfidarea lor față de tortură și moarte pun în pericol mitul unei guvernări monolitice a statului nazist asupra unor subiecți docili și supuși”.

## Legături externe
- The Case of the Jehovah's Witnesses, Shoah Resource Center, Yad Vashem
- Holocaust Encyclopedia: Jehovah's Witnesses, United States Holocaust Memorial Museum
- Jehovah’s Witnesses in Auschwitz, Memorial and Museum Auschwitz-Birkenau via archive.org
- Jehovah's Witnesses in Germany, Center for Holocaust & Genocide Studies, University of Minnesota